# ایوا (فیلم)
ایوا (به انگلیسی: Ava)، یک فیلم آمریکایی در ژانر اکشن دلهره‌آور به کارگردانی تیت تیلور و نویسندگی متیو نیوتن است که در سال ۲۰۲۰ منتشر شد. جسیکا چستین، کالین فارل، کامن، جان مالکوویچ، جینا دیویس و جوآن چن ستارگان فیلم هستند. چستین علاوه بر بازی در نقش اصلی، یکی از تهیه‌کنندگان فیلم نیز است.
فیلم‌برداری این فیلم از سپتامبر ۲۰۱۸ در بوستون آغاز شد. ایوا در تاریخ ۲۵ سپتامبر ۲۰۲۰ توسط ورتیکال انترتینمنت اکران شد.

## داستان
ایوا یک آدمکش است که به سراغ یک تاجر فرانسوی به نام پیتر همیلتون می‌رود. پیش از بازگشت او به بوستون، یک زن صدای صحبت‌هایش با هدف را می‌شنود. ایوا به بوستون می‌رسد و در یک هتل می‌ماند. او به دیدن خواهرش جودی می‌رود و معلوم می‌شود که ایوا ۸ سال پیش از خانه فرار کرده است. سپس برای یک مأموریت دیگر به ریاض می‌رود تا تاجری آلمانی را بکشد ولی همه چیز باید طبیعی به نظر برسد. او سم به آن تاجر تزریق می‌کند تا در عرض ۱۵دقیقه مرگی شبیه سکته داشته باشد. اما دو نفر از زیردستان تاجر خبردار می‌شوند. ایوا مجبور به بریدن گلوی ژنرال و کشتن دو نفر زیردست می‌شود. بعد به دیدن مربی اش دوک می‌رود و می‌گوید این ماجرا تقصیر او نبوده است. ایوا به بوستون برمی گردد و در ک جلسه درمانی اعتراف می‌کند که قبلاً الکلی بوده و بخاطر رفتار پدرش از خانه به ارتش فرار کرده است.
در بریتیش کلمبیا، دوک به دیدن سایمون و دختر کمیل می‌رود. سایمون از دست ایوا عصبانی است و معلوم می‌شود او در شکست ایوا در قتل ژنرال نقش داشته و می‌خواهد ایوا را بکشد.
دوک با سایمون درگیر می‌شود و کشته می‌شود. سایمون به سراغ ایوا می‌رود و بعد از درگیری شدید، نهایتا ایوا او را می‌کشد. بعداً ایوا از خواهر و مادرش می‌خواهد تا دوماه از کشور خارج شوند. وقتی از خانه خواهرش خارج می‌شود، کمیل او را دنبال می‌کند و فیلم به پایان می‌رسد.

## بازیگران
- جسیکا چستین در نقش ایوا
- کالین فارل در نقش سایمون
- جینا دیویس در نقش بابی
- کامن در نقش مایکل، نامزد سابق ایوا
- جان مالکوویچ در نقش دوک
- کریستوفر دامیگ در نقش گانتر
- جوآن چن در نقش تونی
- دایانا سیلورز در نقش کمیل
- جس وایکسلر در نقش جودی، خواهر ایوا
- یوان گریفید در نقش پیتر همیلتون
- جو سوبالو جونیور در نقش الخاندرو

## جنجال
در اوت ۲۰۱۸، انتقادهایی متیو نیوتن را نشانه رفت که در آن زمان قرار بود کارگردانی فیلم را به عهده داشته باشد. گفته می‌شد او در چند فقره حمله و خشونت خانگی دست داشته است. علاوه بر این اتهامات، او اعتراف کرد به دوست دخترش بروک سچول حمله کرده است. جسیکا چستین که از مدافعان جنبش #من_هم بود، به خاطر کار با نیوتن به دورویی متهم شد. نیوتن نهایتاً از کارگردانی فیلم عقب کشید و تیت تیلور جایگزین او شد. اما نیوتن به عنوان نویسنده اثر مقامش را حفظ کرد.